# Riccardia pinguis
Riccardia pinguis là một loài rêu trong họ Aneuraceae. Loài này được L. Gray mô tả khoa học đầu tiên năm 1821.